# Ginástica artística nos Jogos Pan-Americanos de 2019 - Barras assimétricas
A competição de barras assimétricas feminino foi um dos eventos da ginástica artística nos Jogos Pan-Americanos de 2019. Foi disputada no Polideportivo Villa El Salvador no dia 30 de julho. 

## Calendário
Horário local (UTC-5).
| Data        | Horário | Fase  |
| ----------- | ------- | ----- |
| 30 de julho | 15:00   | Final |

## Medalhistas
| Ouro   | USA Riley McCusker |
| Prata  | USA Leanne Wong    |
| Bronze | CAN Ellie Black    |

## Resultados

### Qualificação
| Pos. | Ginasta                 |        | Notas |
| ---- | ----------------------- | ------ | ----- |
| 1    | USA Riley McCusker      | 14.900 | Q     |
| 2    | USA Leanne Wong         | 14.250 | Q     |
| 3    | CAN Ellie Black         | 14.050 | Q     |
| 4    | BRA Lorrane Oliveira    | 14.000 | Q     |
| 5    | ARG Martina Dominici    | 13.350 | Q     |
| 6    | BRA Carolyne Pedro      | 13.150 | Q     |
| 7    | CAN Brooklyn Moors      | 13.100 | Q     |
| 8    | ARG Abigail Magistrati  | 13.000 | Q     |
| 9    | JAM Danusia May Francis | 12.875 | R     |
| 10   | CUB Marcia Vidiaux      | 12.700 | R     |
| 11   | MEX Daniela Briceño     | 12.700 | R     |

### Final
| Pos.              | Ginasta                |        | Notas |
| ----------------- | ---------------------- | ------ | ----- |
| Medalha de ouro   | USA Riley McCusker     | 14.533 |       |
| Medalha de prata  | USA Leanne Wong        | 14.300 |       |
| Medalha de bronze | CAN Ellie Black        | 14.000 |       |
| 4                 | BRA Lorrane Oliveira   | 13.833 |       |
| 5                 | ARG Martina Dominici   | 13.433 |       |
| 6                 | CAN Brooklyn Moors     | 13.000 |       |
| 7                 | BRA Carolyne Pedro     | 12.766 |       |
| 8                 | ARG Abigail Magistrati | 12.200 |       |